# Толстой, Андрей Владимирович
Андре́й Владими́рович Толсто́й (27 декабря 1956, Москва — 11 февраля 2016, там же) — российский искусствовед и педагог, директор НИИ теории и истории изобразительных искусств.

## Семья
Представитель XXIV поколения тверской ветви рода Толстых. Отец — искусствовед, действительный член РАХ В. П. Толстой (1923—2016). Мать — Юдина Нина Тимофеевна (1929-2019) — филолог-латинист. Сёстры: Татьяна (род. 1946) — старший научный сотрудник музеев Московского Кремля; Наталия (род. 1969) — главный учёный секретарь Государственной Третьяковской галереи, директор НИИ теории и истории изобразительного искусства. Жена — Н. В. Сиповская, директор Государственного института искусствознания; дочь Вера (род. 2002).

## Биография
Окончил отделение истории искусств исторического факультета МГУ. В 1983 году защитил кандидатскую диссертацию «Русско-французские художественные связи конца XIX — начала XX веков». Доктор искусствоведения (2002, диссертация «Русская художественная эмиграция в Европе, первая половина XX в.»), действительный член Российской академии художеств, член президиума академии.
Специалист, главным образом, по русской живописи XX века, изобразительному искусству русской эмиграции, связям русского и зарубежного искусства в XX веке. Профессор Московского архитектурного института, преподавал также в Институте европейских культур РГГУ. Ведущий научный сотрудник НИИ теории и истории изобразительного искусства.
Заместитель главного редактора журнала «Пинакотека».
С 2007 по 2012 год — заведующий Научным отделом и заместитель директора по науке Московского музея современного искусства, с 2012 года — по совместительству главный научный сотрудник музея.
До 2013 года — заместитель директора по научной деятельности Государственного музея изобразительных искусств им. А. С. Пушкина.
Автор более множества статей и монографии «Художники русской эмиграции» (2005). Среди работ: «Александр Альтман» (2005); «Андрей Ланской», «Николай Исаев», «Георгий Лапшин», «Александр Альтман» (все — 2008).
Скоропостижно скончался в Москве в ночь на 11 февраля 2016 года. Похоронен на Даниловском кладбище.